# Cremonte
Cremonte is een plaats (frazione) in de Italiaanse gemeente Cabella Ligure, provincie Alessandria.